# Quoin

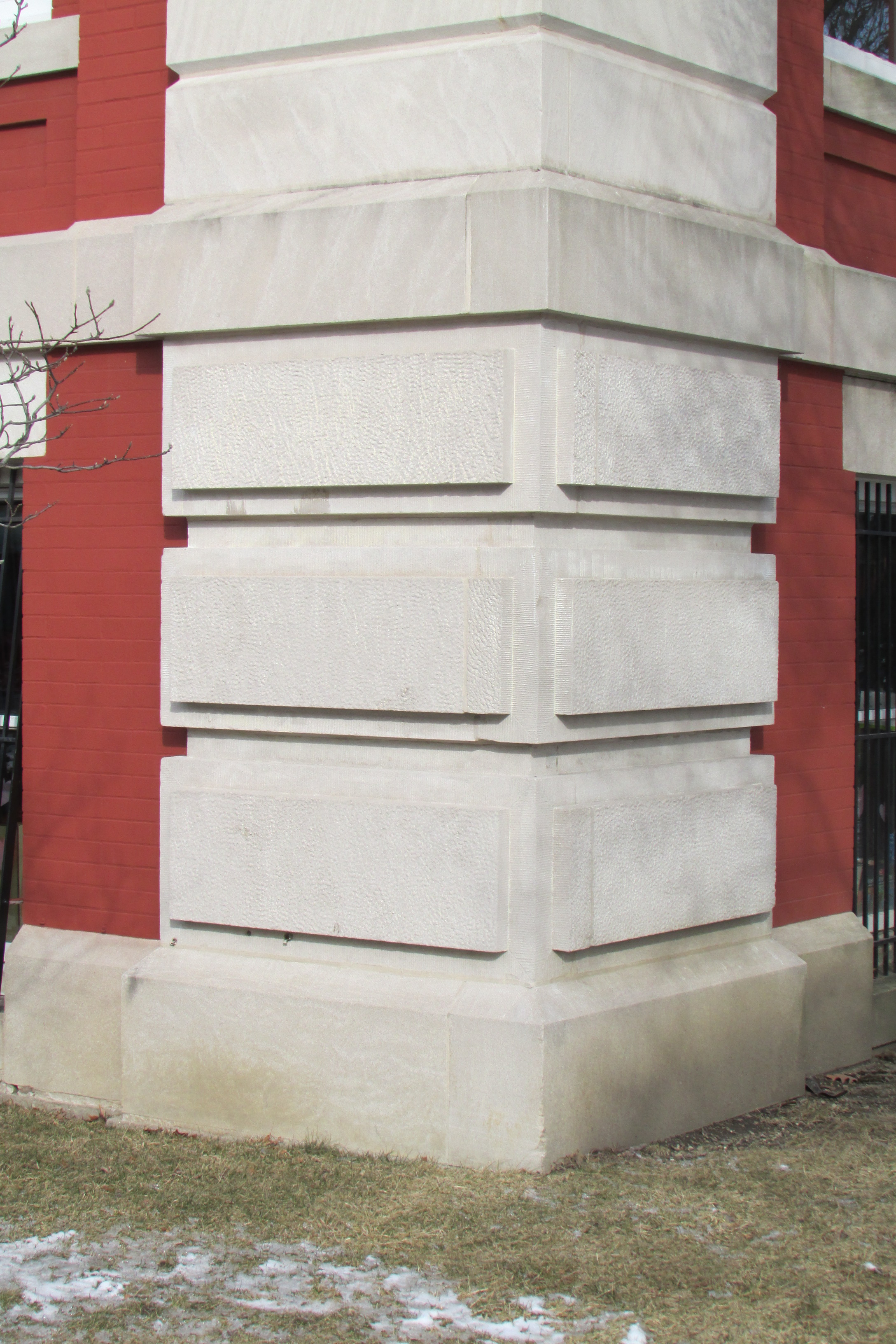
Quoin na borda de uma parede.

Quoins são elementos blocos de alvenaria geralmente colocados na borda de uma parede. Alguns com função estrututal, fornecendo resistência para uma parede feita com pedra ou entulho inferior. Outros apenas adicionando detalhes estéticos a um canto implicando força e permanência, podem ser feitos de vários materiais como madeira, estuque ou outro reboco de cimento.